# Gyps coprotheres
Gyps coprotheres е вид птица от семейство Ястребови (Accipitridae). Видът е световно застрашен, със статут Уязвим.

## Разпространение
Видът е разпространен в Ангола, Ботсвана, Зимбабве, Лесото, Мозамбик и Южна Африка.